# خرمشهر
خُرَمشَهر یکی از بزرگترین و مهمترین شهرهای ایران، واقع در استان خوزستان می‌باشد. این شهر در محل تلاقی رودخانه‌های اروندرود ، کارون و بهمنشیر و در ناحیه‌ای باتلاقی و پست قرار گرفته‌است. خرمشهر به جهت واقع‌شدن در کنار خلیج فارس و کشور عراق، از اهمیت راهبردی، اقتصادی، تجاری و سیاسی ویژه‌ای برخوردار است. 
جمعیت خرمشهر را مردمان ایرانی تشکیل می‌دهند. این شهر در انتهایی‌ترین نقطه استان خوزستان قرار گرفته و اسکله‌های آن در کرانه‌های رودخانهٔ کارون جای گرفته‌اند.
مهمترین سوغاتی این شهر؛ ماهی، صنایع حصیربافی، رطب، خرما و دیگر فراورده‌های خرما می‌باشد.
از مهمترین جاذبه‌های دیدنی این شهر می‌توان به موزه دفاع مقدس، ساحل زیبای رودخانه کارون ، نخلستانها،  یادمان شهدای گمنام شلمچه و مسجد جامع اشاره کرد.

## تاریخ

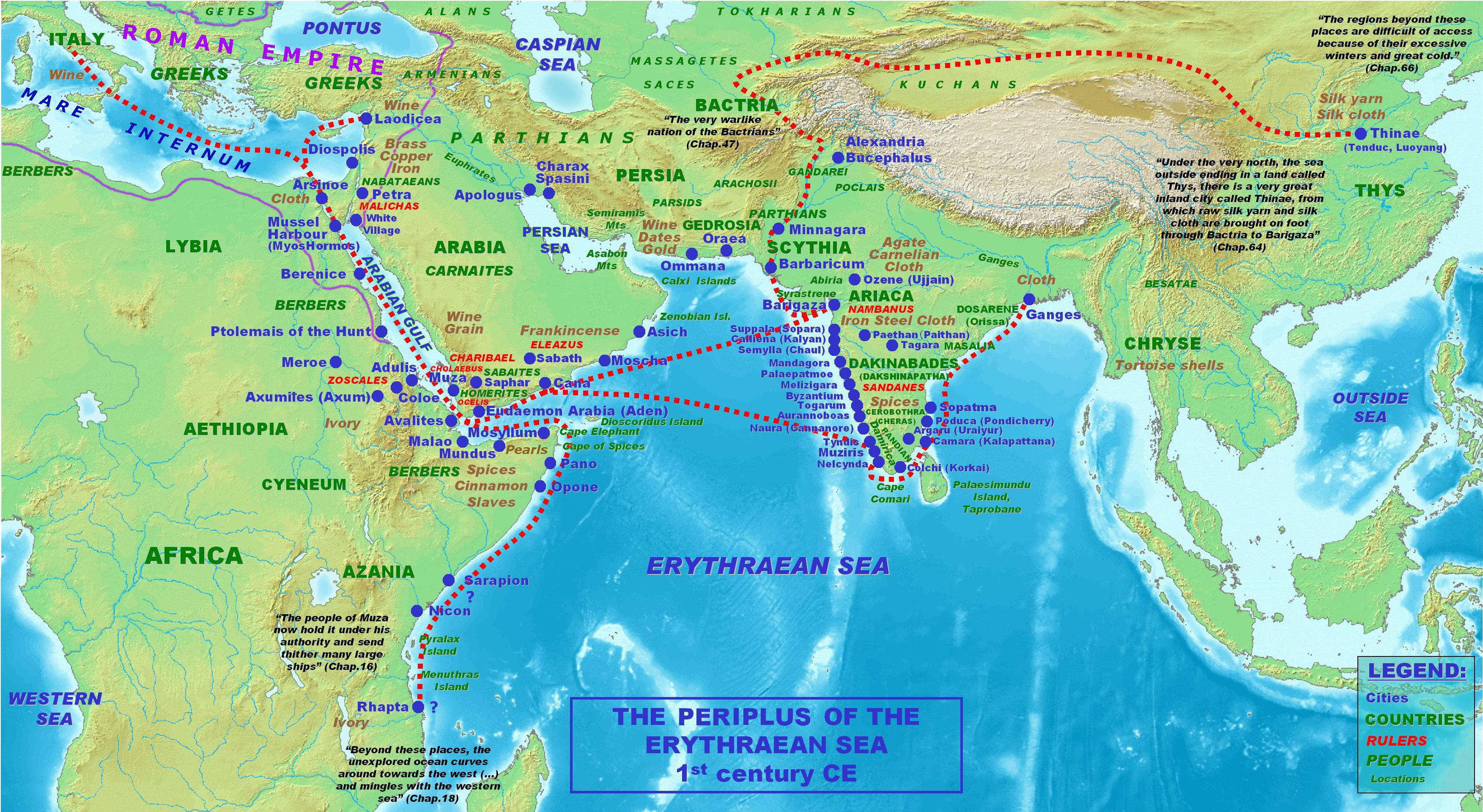
نقشه‌ای امروزی از سده نخست میلادی که نام خارکس در آن دیده می‌شود

بر اساس منابع تاریخی، قدمت خرمشهر به حدود ۱۶۳ سال پیش از میلاد مسیح بازمی‌گردد. در آن زمان، این منطقه با نام «خاراکس» (charax) شناخته می‌شد که به افتخار سردار اسکندر مقدونی، به جهت فتح این شهر توسط وی نامگذاری شد. سپس قبل از ظهور اسلام، به بارما تغییر نام یافت و پس از اسلام و از سده یکم تا سده ۱۲ هجری خورشیدی، بیان نام داشت؛ و بالاخره در سال ۱۳۴۲ خورشیدی به «خرمشهر» تغییر نام یافت.
نام خاراکس پایتخت پادشاهی میشاناست که مورخان بنای آن را به هیسپاوسین پادشاه نسبت می‌دهند. برخی نیز بنای آن را پیش از اسکندر می‌دانند و معتقدند که خاراکس پایتخت پادشاهی میسان بوده که در سده دوم پیش از میلاد مسیح در جنوب غربی ایران تشکیل شده. مملکت میسان را «اسبار سیز» در سال ۱۲۷ ق. م در جلگه‌ای وسیعی که از شمال به جنوب پادشاهی بابل و از جنوب به پادشاهی عیلام متصل بود، تأسیس کرد.
این شهر پس از اسکندر مقدونی ویران شد و به‌طور کلی از میان رفت چندی بعد در همان محل، شهری به نام «بیان» بنا شد بیان» در محل همین روستای بیان کنونی شکل گرفته باشند. گویا در دوره‌های پیش از اسلام به منظور اتصال کارون به اروند رود نهری حفر شده و در شمال این نهر، آبادی پدید آمد. از همان دوره نام این نهر یا کانال را «بیان» نامیدند و آبادی مزبور را به همین نام نام‌گذاری کردند در قرون اخیر دیگر ذکری از «بیان» نیست. بلکه آنچه در منابع و کتب تاریخی آمده نام «کوت المُحَمَّره» و پس از آن «المُحَمَّره» بوده‌است. نخستین باری که نام «المُحَمَّره» در کتب و منابع ذکر شده سال ۱۸۱۰ میلادی ۱۲۵۱ هـ. ق است این امر بیانگر این است که بنای مُحَمَّره به سال‌های پیش از آن بازمی‌گردد. بعدها در داستان نبرد شیخ غیث و هم پیمان او شیخ حمود با والی بغداد ۱۸۲۶ میلادی ۱۲۴۱ هـ. ق نام «کوت المُحَمَّره» برای دومین بار ذکر شده‌ است در آن دوره مُحَمَّره محل استقرار تیره‌ای از بنی کعب به نام آلبوکاسب به زعامت شیخ مرداو بن علی کاسب بود. پس از وفات شیخ مرداو پسر او حاج یوسف جانشین وی شد. در آن دوره این شهر جزء قلمرو شیخ المشایخ فلاحیه یعنی شیخ ثامر بنی‌کعب بود و شیوخ آلبوکاسب فرمانبردار او بودند. در همان سال‌ها به دستور شیخ ثامر کعبی، حاج یوسف متصدی احداث بندر در آن شهر شد.

## پیشینه

### پیش از اسلام
خرمشهر، که در انتهای جنوب غربی ایران و در محل تلاقی رود کارون به اروند رود قرار دارد،  ازجمله شهرهای قدیمی است که در طول تاریخ نام‌های مختلفی داشته است. قدیمی‌ترین نامی که از آن می دانیم، «خاراکس» است که مورخ‌ها نسبت آن را به اسکندر مقدونی می‌دانند. برخی آن را به دوره پیش از اسکندر نسبت می دهند و معتقد هستند که خاراکس، پایتخت پادشاه حکومت میسان بوده که در سده دوم پیش از میلاد مسیح، در جنوب غربی ایران و در جنوب عراق امروزی تشکیل شده بود. حکومت میسان را «اسبار سیز» در سال ۱۲۷ پیش از میلاد، در جلگه‌ی وسیعی که از شمال به جنوب پادشاهی بابل، و از جنوب به پادشاهی ایلام پیوند داشت، برپا کرده بود.
خاراکس، پس از اسکندر مقدونی ویران شد و به‌طور کلی از بین رفت. چندی بعد در همان محل، شهری به نام «بیان» بنا شد که  درحال حاضر، بیان نام روستایی است بر ساحل غربی رود کارون در دو کیلومتری انتهای این رود

### آبادی بیان

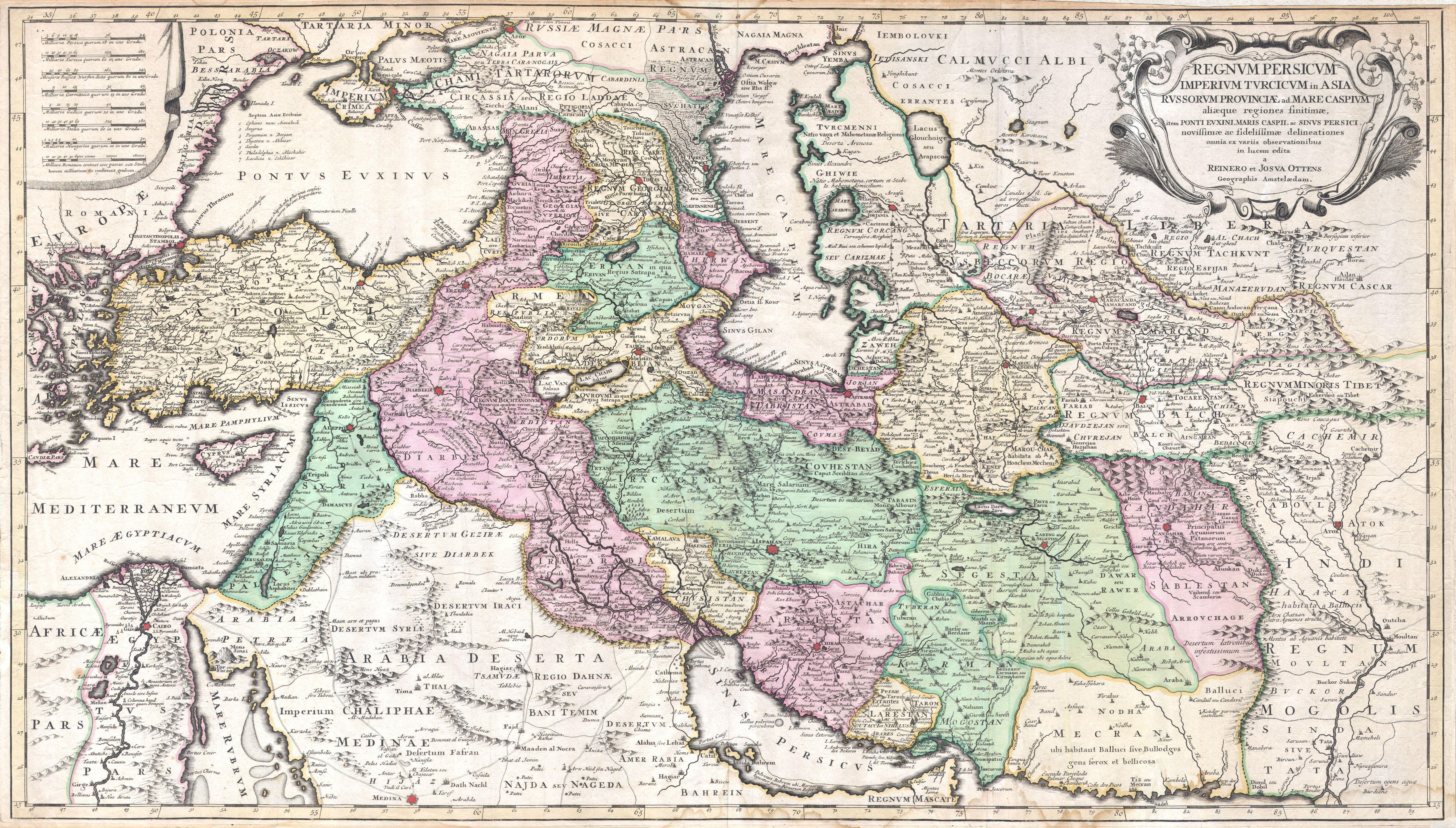
نقشه‌ای اروپایی از سال ۱۷۳۰ که کویت در آن، خارج از مرزهای دولت عثمانی است.

آگاهی‌ها و دانسته‌ها دربارهٔ این آبادی بسیار اندک است و معلوم نیست این آبادی تا چه دوره‌ای برپا و آباد بوده‌است. اما آنچه مسلم است این است که تا سده چهارم هجری قمری این آبادی وجود داشته و مقدسی در کتاب خود از آن یاد کرده‌است. به احتمال زیاد خرمشهر کنونی در جای دیگری غیر از «بیان» بنا شده‌ است. احتمال قریب به یقین این است که پس از ویرانی «بیان» و از بین رفتن آن، آبادی جدید برپا شده‌ است. اما به همان اندازه که تاریخ ویرانی «بیان» نامشخص است، تاریخ و زمان دقیق بنای شهر جدید نیز نامعلوم است. شیخ فتح‌اله‌بن‌علوان کعبی (تولد ۱۰۵۳ ق) در کتاب خویش هیچ گونه نامی از «بیان» یا نام بعدی آن نکرده‌است. پیش از آن نیز به هنگام ذکر نبردها یا لشکرکشی‌های مشعشعیان با حریفان و رقبای ریز و درشت. از بصره سخن به میان آمده‌است اما از «بیان» یا نام بعدی آن اثر و نشانی نیست. در داستان شیخ سلمان کعبی و شکستن سد سابله توسط کریم خان زند به سال ۱۷۶۵ میلادی
۱۱۷۹ هـ ق نام «حفار» و «محرزی» آمده اما از این شهر خبری نیست. این شهر در زمان جنگ تحمیلی ایران و عراق در طول ۸ سال آسیب‌های بسیار جدی دید.

### دوران معاصر
خرمشهر کنونی در زمان حکومت شیخ‌های بنی‌کعب توسط شیخ کعب بن غضبان کعبی (۱۸۱۲–۱۸۲۸) از حاکمان امارت عربی فلاحیه (شادگان کنونی) در اویل سدهٔ سیزدهم هجری، به عنوان شهر کوچکی تأسيس شد. در سال ۱۲۳۵ هجری بارویی به دور آن کشیدند و پس از آن، خرمشهر پیش‌رفت‌های بسیاری نمود و به‌عنوان بندری مهم و تجاری در سطح منطقه شناخته شد.
از این پس، خرمشهر در طول سدهٔ بیستم، چهار بار مورد هجوم قرار گرفت. در همین دوران بود که امپراتوری عثمانی از قرارگرفتن بندر خرمشهر در نزدکی بندر بصره، خسارت‌های فراوانی را متحمل شد؛ از همین رو حاکم آن زمان بغداد که علی‌رضا پاشا نام داشت، در سال ۱۲۳۵ هجری و به هنگام لشکرکشی محمد شاه قاجار به هرات، از فرصت استفاده نمود و سپاهی ترتیب داد و با هجوم به خرمشهر، این شهر را غارت کرده و ویرانش ساخت.
در واقع، با احداث بندر خرمشهر توسط شیخ مرداو بن علی بن کاسب کعبی  تجارت در این شهر رونق گرفت و روز به روز بر جمعیت این شهر افزوده شد، به نحوی که در ژانویه سال ۱۸۴۸ میلادی به هنگام سفر راولنسون به این شهر بیست و پنج کشتی اقیانوس‌پیما در بندر آن شهر لنگر انداخته بودند، در حالی که تعداد این گونه کشتی‌ها در بندر بصره فقط شش کشتی  

نمایی از کارون در خرمشهر - سال ۱۲۷۰ خورشیدی

بود رونق تجارت در بندر خرمشهر و پهلو گرفتن کشتی‌های تجاری در آن، باعث کاهش درآمد گمرکات و همچنین کاهش درآمد بندر بصره شد. والیان بغداد نیز که همواره خرمشهر را جزء خاک عثمانی می‌دانستند قادر به تحمل این وضع نبودند. در این هنگام حاکم این شهر، حاج جابر برادر حاج یوسف بود. او از طرف شیخ ثامر کعبی به عنوان حاکم خرمشهر تعیین شده بود. نزدیکی انگلیسی‌ها با حاج خان، خشم و غضب فرانسوی‌ها را به دنبال داشت. از این رو فونتانیه کنسول فرانسه در بغداد، دولت عثمانی را علیه حاج جابر تحریک کرده، آن‌ها را به حمله بر خرمشهر تشویق کرد امپراتوری عثمانی در سال ۱۲۵۴ هجری مجدداً خرمشهر را مورد حملهٔ خود قرار داد و شهر را با خاک یکسان ساخت. در واقع، امپراتوری عثمانی همواره بر روی آبادان و خرم‌شهر (که در عصر قاجار، نام رسمی‌اش نزد دولت ایران، محمره (المُحَمَّره) بود و در ابتدای سده بیستم به خرم شهر تغییر یافت) ادعای مالکیت داشت و در دوره ناصرالدین‌شاه این دو شهر را اِشغالِ نظامی و به ایالت عِراق (یکی از ایالت‌های عثمانی که بعدها کشور شد) الحاق کرد و به بندری آزاد تبدیل شد. دولت عثمانی در حین اشغال نظامی محمره، کشتار عظیمی از مردم عرب ساکن شهر انجام داد و زنان و دختران را به اسارت گرفت و در بصره به 
فروش گذاشت. امیرکبیر به نمایندگی از دولت ایران به مذاکره با امپراتوری عثمانی برای بازپس گرفتن محمره و آبادان رفت. عثمانی‌ها به فکر تطمیع شیوخ قبایل عرب افتادند و وعدهٔ معاف کردن از پرداخت مالیات در صورت الحاق به عثمانی دادند و متقابلاً دولت ایران که اطمینان داشت عرب‌های ساکن این شهرها خواهان بازگشت به ایران هستند، برای قدرت‌نمایی جلوی دولت عثمانی اعلام کرد که اگر شیوخ عرب گفتند که خواهان بازگشت به ایران هستند، مبلغ سنگینی بر مالیات سالیانهٔ آن‌ها افزوده خواهد شد و سخت‌گیری‌ها در مالیات‌گیری تشدید خواهد شد. با این وجود قبایل عرب خواهان بازگشت به ایران شدند و به این ترتیب در سال ۱۸۴۷ در جریان عهدنامه ارزروم عثمانی‌ها حق حاکمیت مطلقهٔ دولت ایران بر این شهرها را به رسمیت شناختند و از تمامی ادعاهای خود دست کشیدند. به علاوه، امیرکبیر برای دفع خطر حملهٔ عثمانی‌ها، سپاه مرزبانی قدرت‌مندی را در خرمشهر سازمان‌دهی کرد و محمدخان بن جابرخان را فرمانده این سپاه قرار داد. در سال ۱۲۶۶ هجری، والی خرمشهر پرچم ایران را در این شهر به اهتزاز درآورد و از جانب امیرکبیر مورد تشویق قرار گرفت و لقب خان به او داده شد.
تاریخ‌پژوهان دلایل همگرایی مردم عرب با بقیه مردم ایران را در نفرت از امپراتوری عثمانی به خاطر کشتار بزرگی که در محمره کرد و نیز به خاطر هم‌مذهبِ شیعه بودن عرب‌ها و غیرعرب‌های ایران دانسته‌اند.

## جنگ ایران و عراق
در سده بیستم، عبدالکریم قاسم پس از آن که با کودتا به ریاست دولت عِراق رسید، ادعا کرد که عهدنامه ارزروم باید باطل شود و خرمشهر و آبادان باید از ایران جدا شده و به عراق الحاق بشوند. قاسم، این دو شهر و نیز کشور کویت را متعلق به عراق نامید و در اتحادیه عرب نیز تقاضای الحاق این‌ها به عراق را ارائه کرد. صدام حسین با همین انگیزه در شهریور پنجاه ونه تجاوز نظامی اش به ایران را آغاز کرد، خرمشهر را اشغال و آبادان را محاصره کرد. پس از حمله ارتش بعثی به خاک ایران و تلاش برای تصرف خوزستان، نیروهای مردمی در کنار نیروهای سپاه پاسداران و با حداقل امکانات، ایستادگی و مقاومت کردند و موفق شدند که ۳۴ روز اشغال کامل شهر را به تأخیر بیاندازند. یکی از گروه‌های تاثیرگذار در مقاومت ۳۴ روزه خرمشهر در برابر ارتش بعث، تکاوران نیروی دریایی ارتش بودند. در جنگ ایران-عراق نیز مردم عرب خوزستان به دفاع مسلحانه از تمامیت ارضی ایران و جنگ با عراقی‌ها برخاستند. امروزه آثار جنگ ایران و عراق هنوز بر روی این شهرها باقی مانده‌است.

## اهم فعالیتهای اقتصادی

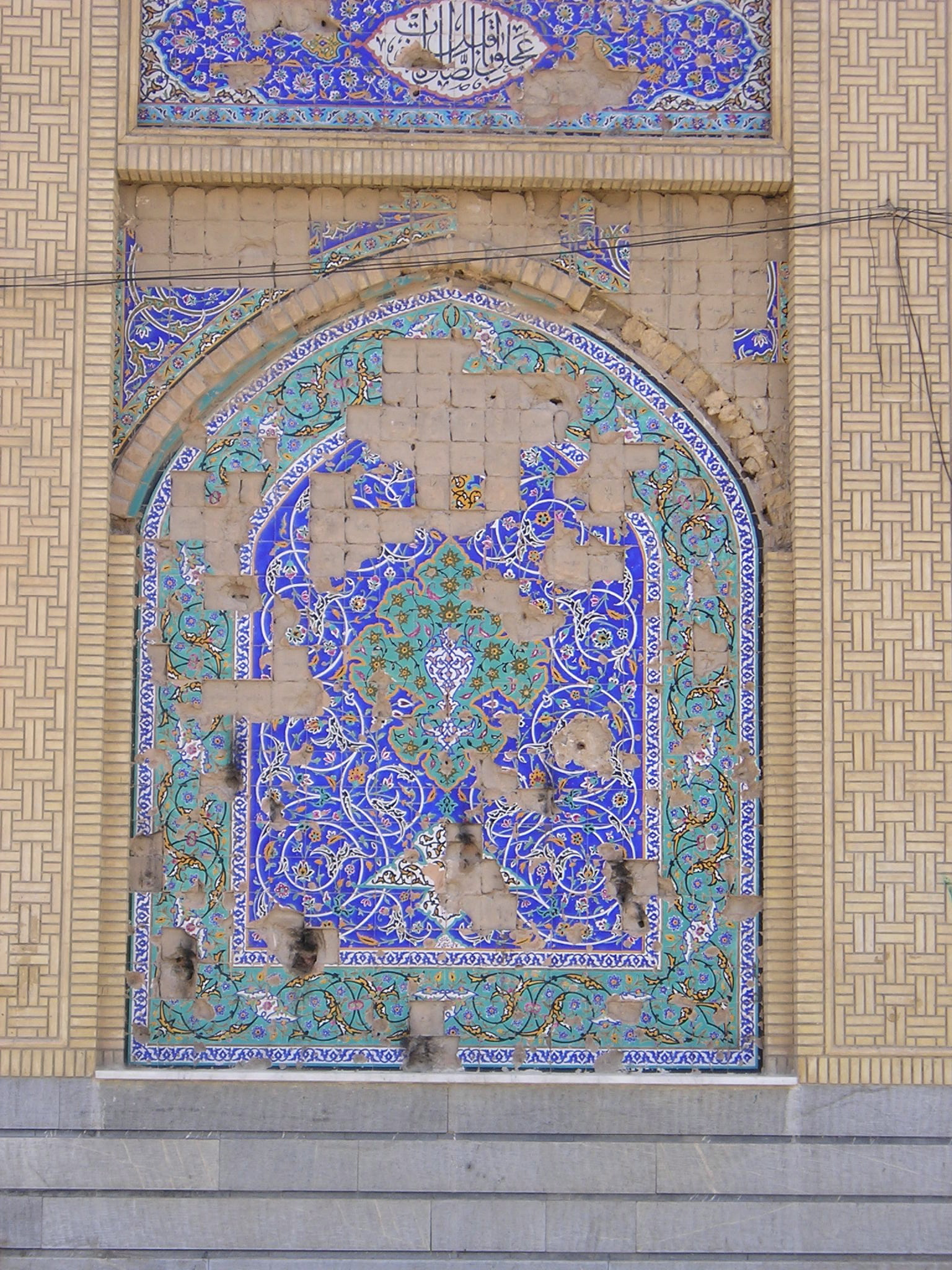
آسیب‌های مسجد جامع خرمشهر از آثار جنگ

- کشاورزی علی‌الخصوص کاشت درخت خرما و سیفی‌جات
- امور بندری، سازمان بنادر و کشتیرانی
- امور گمرگی نظیر واردات، صادرات و ترانزیت کالا
- منطقه ویژه اقتصادی بندر خرمشهر و شهرک صنعتی
- منطقه آزاد اروند برای ایجاد زمینه صادرات
- اتصال به راه‌آهن سراسری کشور
- مجاورت با فرودگاه بین‌المللی آبادان

نخستین اسکلهٔ خرمشهر در سال ۱۳۰۸ خورشیدی و در جریان پهلو گرفتن یک فروند اقیانوس‌پیما به بهره‌برداری رسید. با ساخت ۶ اسکلهٔ بزرگ دیگر در کرانه‌های اروندرود، این بندر در جریان جنگ جهانی دوم به پیروزی متفقین کمک بسیار بزرگی نمود.
اسکلهٔ بتنی مجهزتری با ۳۶۰ متر طول و ۳۲٫۸ متر عرض، پس از پایان جنگ جهانی دوم در خرمشهر ساخته شد. ساختمان این بندر نیز در سال ۱۳۳۴ خورشیدی احداث گردید. این ساختمان در سال ۱۳۳۷ خورشیدی تغییراتی را متحمل شد و سرانجام در سال ۱۳۴۰ خورشیدی با تخصیص اعتبار، مجهزتر گردید. با اجرای طرح‌های توسعه در خرمشهر، طول اسکلهٔ آن به ۱۳۵۰ متر و تعداد اسکله‌های آن به ۱۹ اسکله رسید.

با بهره‌برداری از اسکلهٔ چهارم خرمشهر در سال ۱۳۷۱ خورشیدی، نخستین کشتی‌های باری با ۸۵ تن بار از این بندر به سمت کویت به حرکت درآمدند. در همین سال بود که نخستین کشتی تجاری با ۱۶۰ تن بار از امارات متحده عربی وارد خرمشهر شده و در آن پهلو گرفت. امروزه این بندر ۲۰ اسکلهٔ بزرگ را در خود جای داده و حداکثر آبخور کشتی‌هایی که در آن پهلو می‌گیرند، به ۶ متر می‌رسد. خرمشهر روزانه توان تخلیهٔ ۴۰۰۰ تا ۶۰۰۰ تن بار را دارد.
حضور بندرگاه بزرگ‌و اداره کل گمرک تا قبل از آغاز جنگ رژیم بعثی عراق علیه ایران این شهر را مهمترین شهر تجارت خارجی ایران نموده بود.
که بعد از فراز و نشیبهای فراوان طی سالهای اخیر با نگاه ویژه سازمانهای ذی‌ربط نظیر گمرک و بنادر و دریانوردی بارقه‌های بهبود اقتصادی به چشم می‌خورد. 

## فرهنگ و مردم
با وجود اینکه اصالت مردم خرمشهر، ترکیبی از اقوام مختلف می‌باشد،  ازجمله عرب‌ها، فارس‌ها و سایر اقلیت‌ها، اغلب مردم این شهر، ریشه‌ی عرب داشته و به‌ زبان فارسی، تسلط کافی دارند. حضور جمعیت غیرعرب در خرمشهر، از ابتدای رونق این شهر، قابل توجه بوده است.
این تنوع فرهنگی در زبان، موسیقی، غذا و آیین‌های محلی این شهر نیز نمود یافته است.

## موقعیت جغرافیایی
موقعیت: منتهی‌الیه جنوب غربی کشور ایران و در استان خوزستان حاشیه خلیج فارس بین دو رودخانه کارون و اروند رود (۳۰ درجه شمالی و ۴۸ درجه شرقی)
- مساحت (کیلومترمربع): ۶۷٫۵
  - حریم قانونی: ۳۲٫۷
  - محدوده قانونی: ۲۲٫۸
- فاصله تا پایتخت: ۱۱۰۰ کیلومتر
- فاصله تا مرکز استان (اهواز): ۱۲۵ کیلومتر

## مراکز آموزشی
- دانشگاه علوم و فنون دریایی خرمشهر

- دانشگاه آزاد اسلامی واحد خرمشهر ( این دانشگاه قبلاً زیر نظر دانشگاه آزاد واحد آبادان بود و عنوان دانشگاه آزاد اسلامی مرکز خرمشهر را داشت)

## مراکز نظامی
- پایگاه نیروی دریایی ارتش خرمشهر ( شامل منازل مسکونی و واحد‌های اداری ) واحد نظامی در مرز ایران و عراق مستقر در چوئبده آبادان است

- پادگان دژ لشکر 92 زرهی اهواز [۲۷]

- پایگاه نیروی زمینی ارتش

## ورزش
- ورزشگاه نفت و گاز اروندان خرمشهر [۲۸]
- باشگاه فوتبال رستاخیز خرمشهر

## صنعت
مقر اصلی شرکت نفت و گاز اروندان که بهره بردار چاه‌های نفت منطقه است در این شهر است.

## جاذبه‌های گردشگری
خرمشهر شهری شناخته شده‌ است که بیشتر شهرت خود را به نفت، ۸ سال دفاع مقدس دارد اما این شهر جاذبه‌های گردشگری جذابی هم دارد.
- اسکلهٔ قایقرانی واقع بر روی رود کارون[۳۰]
- قصر فیلیه[۳۱]
- یادمان شلمچه
- تالاب ناصری در فاصلهٔ ۱۶ کیلومتری خرمشهر قرار دارد.
- جزیره مینو[۳۲]
- حسینیه دار الزهراء